# (2104) Toronto
(2104) Toronto (1963 PD) – planetoida z pasa głównego asteroid okrążająca Słońce w ciągu 5,71 lat w średniej odległości 3,19 au. Odkryta 15 sierpnia 1963 roku.